# Thomas Hillhouse

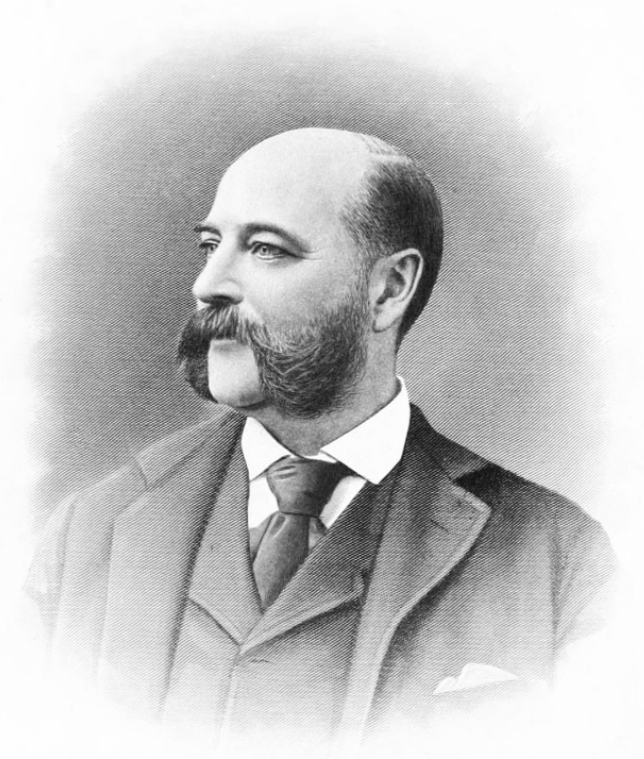
Thomas Hillhouse

Thomas Hillhouse (* 10. März 1817 im Albany County, New York; † 31. Juli 1897 in Yonkers, New York) war ein US-amerikanischer Farmer, Bankier und Politiker. Der Kongressabgeordnete und US-Senator James Hillhouse war sein Onkel.

## Werdegang
Thomas Hillhouse, Sohn von Thomas Hillhouse († 1835), wurde 1817 auf einer Farm im Albany County geboren und lebte dort bis 1851. Über seinen Werdegang in jene Zeit ist nichts bekannt. Diese Zeit war von der Wirtschaftskrise von 1837 und dem folgenden Mexikanisch-Amerikanischen Krieg überschattet. Hillhouse zog dann nach Geneva (Ontario County). Er heiratete Harriet Prouty († 1903). Das Paar hatte einen Sohn namens Thomas Griswold Hillhouse († 1910).
Er saß 1860 und 1861 für den 26. Bezirk im Senat von New York. Während des Bürgerkrieges diente er von 1861 bis Ende 1862 als Adjutant General in der New York State Militia unter Gouverneur von New York Edwin D. Morgan. Die Miliz kämpfte an der Seite der Unionsarmee.
Bei den Wahlen im Jahr 1865 wurde er als Republikaner zum New York State Comptroller gewählt – ein Posten, den er von 1866 bis 1867 innehatte. Bei seiner Wiederwahlkandidatur im Jahr 1867 erlitt er eine Niederlage.
Er war dann bis zu seinem Rücktritt 1881 Assistant Treasurer of the United States. Danach war er Präsident der Metropolitan Trust Company in New York City.